# Franz Benque
Franz Benque (12. března 1841, Ludwigslust – 30. března 1921, Villach) byl německý fotograf.

## Galerie

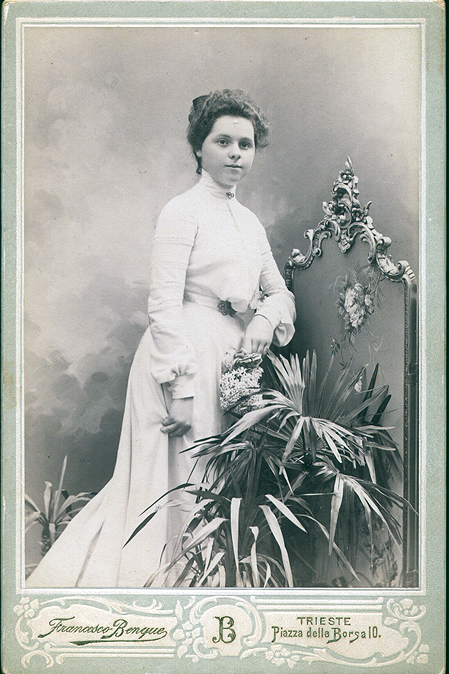
Donna
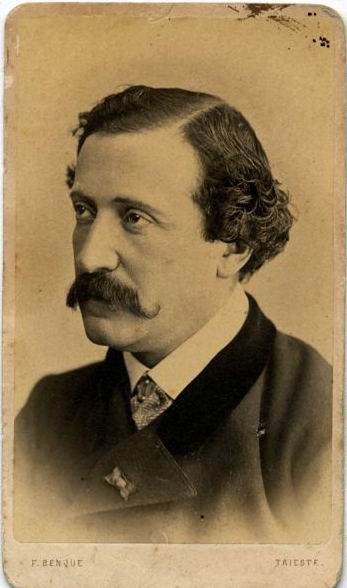
Luigi Bellotti Bon, asi 1875
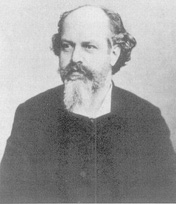
Louis Gallet
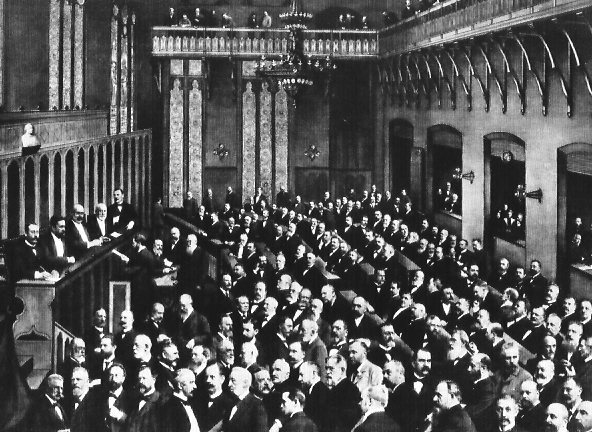
Zasedání hamburských občanů, 1897
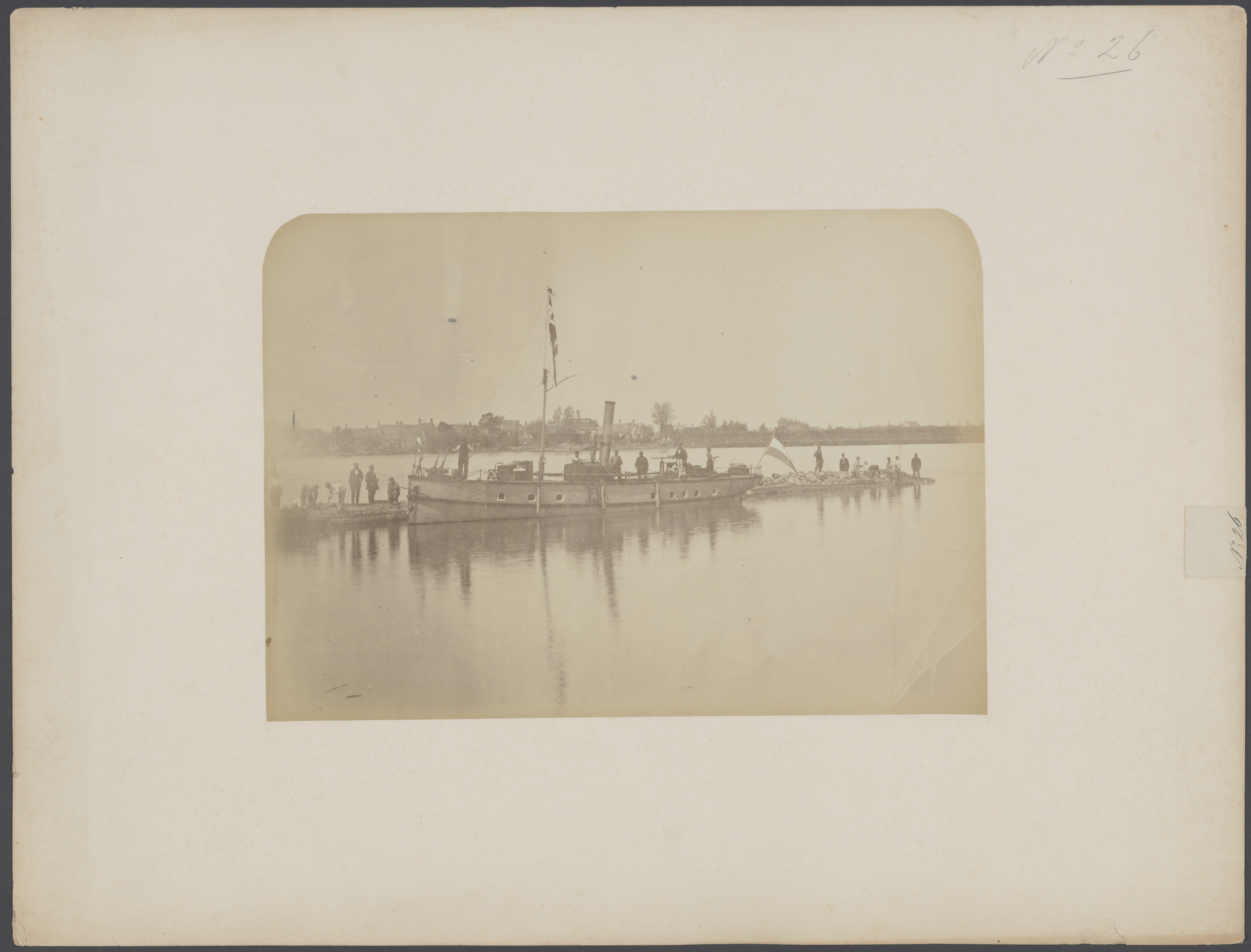
Stavba přehrady na řece pomocí parního pracovního plavidla